# 羽生道英
羽生 道英（はぶ みちひで、1935年 - ）は、日本の歴史小説作家。

## 人物・経歴
大阪府出身、近畿大学法学部卒業、国家公務員となるがのちに退職し、自営業。
日本文藝家協会会員、滋賀文学会名誉会長、滋賀文学散歩の会会長。
「歴史上の人物は善悪を決めつけられていることが多い」と述べており、藤堂高虎の悪評などを弁護する等、歴史上の人物の再評価を試みることが多い。

## 著書
- 「徳川慶喜」、PHP文庫
- 「小説 大石内蔵助」、PHP文庫
- 「徳川家光」、PHP文庫
- 「東郷平八郎」、PHP文庫
- 「佐々木道誉」、PHP文庫
- 「伊藤博文」、PHP文庫
- 「藤堂高虎」、PHP文庫
- 「小説 織田三代記」、PHP文庫
- 「長宗我部三代記」、PHP文庫
- 「明智左馬助」、PHP文庫
- 「豊臣秀次」、PHP文庫
- 「商人道おもしろ史話」、毎日新聞社
- 「幕末　英傑風雲録」、中公文庫
- 「直江兼続」、幻冬舎文庫
- 「紀伊国屋文左衛門」、廣済堂出版
- 「秋山真之」、学習研究社
- 「吼えろ一豊」、光文社文庫
- 「井伊直政」、光文社文庫
- 「あの戦国武将の意外な素顔」（2012年、新人物往来社）
- 「小説 母里太兵衛」、学陽書房人物文庫